# Alpha Protocol
Alpha Protocol es un videojuego de rol de acción y sigilo desarrollado por la empresa Obsidian Entertainment y publicado por Sega. El juego gira en torno a las aventuras de agente de campo Michael Thorton. El juego fue programado originalmente para ser puesto a la venta el 27 de octubre de 2009, pero fue aplazado al 28 de mayo en Europa y el 1 de junio de 2010 en América del Norte.
Tras su estreno, tuvo una crítica mixta. Sus elementos narrativos y el sistema de conversación fueron alabados, mientras que su sistema de control y tiroteos fue criticado de manera negativa.

## Sistema de juego

### Combate
Alpha Protocol se juega desde una perspectiva en tercera persona, lo que permite al jugador ver al agente Thorton en el escenario en todo momento. Como Thorton es un agente de la CIA entrenado, las herramientas que dispone el jugador incluyen numerosas armas de fuego, combate mano a mano utilizando la técnica Kempo y diferentes artilugios del espionaje.
Además de los elementos de acción, el jugador también puede ganar puntos de experiencia al ser un juego de rol. Estos puntos se pueden colocar en cualquiera de las diez habilidades diferentes que dispone Thorton. Estas habilidades aumentarán la capacidad de Thorton para utilizar ciertas armas y otorgar capacidades diferentes en ellas (apuntar a más objetivos, mayor precisión, etc.). Estas habilidades son de uso gratuito (no consume ningún tipo de energía), pero es necesario un período de "tiempo de reutilización" antes de que puedan ser utilizados de nuevo. Una habilidad, llamada "Disparo en cadena" permite a Thorton para "escanear" un grupo de enemigos en cámara lenta antes de salir de la cobertura y disparar a cada uno de ellos con mayor rapidez y precisión que un disparo normal.

### Sistema de conversación
Alpha Protocol cuenta con numerosos personajes con los que interactuar. Las conversaciones se producen en tiempo real, dando al jugador una cantidad limitada de tiempo para responder en momentos clave durante el diálogo (a diferencia de juegos como la trilogía Mass Effect, en el que el tiempo se detiene en las decisiones en conversación). El sistema de diálogo del juego permite al jugador elegir entre tres actitudes diferentes, o "posturas", al hablar con un personaje no-jugable. Obsidian declaró que estas opciones se basan en la personalidad de los "tres JB": Jason Bourne de la serie de novelas y películas de El caso Bourne; James Bond de la serie películas y libros del mismo nombre; y Jack Bauer de la serie de televisión 24, aunque el juego no utiliza estos nombres. Durante las secuencias de diálogo, el jugador es capaz de elegir entre actitudes como "profesional" (Jason Bourne), "suave" o "irónico" (James Bond), y "agresivo" (Jack Bauer), a veces con una breve descripción en la opción del diálogo (como "sarcástico"). Una cuarta opción de diálogo, llamada "especial", aparece disponible en algunas ocasiones. Cada personaje no-jugable reaccionará a estas opciones en diferentes maneras: un personaje puede ser intimidado por una postura agresiva, mientras que otro personaje puede enfrentarse con el jugador y mostrarse aún más agresivo o derivar en un enfrentamiento. Mientras que por lo general las opciones de diálogo tienen consecuencias inmediatamente perceptibles, muchas de ellas no serán vistas hasta mucho más tarde en el juego. Como cada conversación se experimenta una vez por recorrido, se necesitan múltiples partidas para experimentar todas las posibles tramas y desenlaces. Aunque el juego contiene un total de doce horas (aproximadamente) de secuencias cinemáticas, el jugador solo experimentará alrededor de cuatro horas durante una partida.

### Estructura
Alpha Protocol está estructurado en misiones. El agente Thorton puede utilizar pisos francos en cada ciudad con el fin de pasar desapercibido entre misiones. Desde un piso franco, Thorton puede cambiarse de ropa, acceder a su depósito de armas, comunicarse con sus contactos telefónicos y acceder a misiones secundarias. Algunas misiones son fundamentales para el progreso de la historia, mientras que otras son opcionales. El jugador puede comprar y vender armas y equipos dentro del piso franco. Los pisos francos están ubicados en las ciudades de Roma, Moscú, Taipéi y Arabia Saudita.

### Romances
Thorton puede, de manera totalmente opcional, tener un romance con uno de los cuatro personajes femeninos no-jugables de la historia (también puede tener un romance con más de una e, incluso, con las cuatro en la misma partida). Esto se consigue, principalmente, por la elección de las respuestas correctas en las opciones de diálogo y ganando reputación. También, si el jugador hace alguna misión en la que esté involucrada una de las chicas en cuestión, debe procurar no hacer nada que pueda molestarla (como, por ejemplo, matar inocentes) o mostrar una actitud profesional, afable o agresiva (cada mujer tiene sus propias preferencias, o "tipos de hombre").

### Personalización
El jugador solo puede llevar dos armas a la vez. Las pistolas (que provocan daños leves, pero poseen mayor precisión) y los rifles de asalto son las dos únicas clases que permiten hacer tiros de precisión, y solo las pistolas pueden ser equipadas por un silenciador. También puede hacer uso de pistolas tranquilizantes para evitar muertes. Los rifles de asalto hacen más daño y poseen un mayor alcance, y se puede cargar con diferentes tipos de munición. Las escopetas y metralletas son buenos a corta distancia; mientras que el jugador puede cargar la escopeta para efectuar un disparo crítico para derribar a un enemigo, con la metralleta puede multiplicar el daño efectuado disparando consecutivamente al mismo objetivo sin interrupción (un multiplicador aparece en pantalla indicando el daño).
Las armas pueden ser personalizadas colocando una serie de modificaciones en una de las cuatro ranuras: precisión, alcance, cargador, y ranura de accesorios. Estas modificaciones pueden tener efectos tanto positivos como negativos sobre los atributos del arma: daño, precisión, retroceso, estabilidad, y el tamaño del cargador.
El jugador también puede seleccionar y personalizar sus armaduras. La función principal de la armadura es proporcionar mayor resistencia a los golpes para Thorton e incluso algunos poseen autocuración, pero algunos trajes pueden ser personalizados para ser efectivos en sigilo o aumentar la cantidad de artilugios que Thorton puede llevar en su inventario.
El jugador puede elegir también qué habilidades quiere desarrollar, lo que les permite cambiar su estilo de juego de una partida a otra. El personaje puede mejorar las habilidades para hacerlo más efectivo en matar a sus enemigos de manera más letal (pistola, rifle de asalto, escopeta, subfusil, artes marciales), ser más versátil con aparatos (sabotaje o pirateo), más difícil de matar (dureza), ser más silencioso (sigilo), o proporcionar beneficios diversos (aptitudes técnicas).

## Sinopsis
El agente Michael Thorton es el miembro más reciente de "Alpha Protocol", un servicio clandestino creado para llevar a cabo operaciones encubiertas fuera de la responsabilidad del gobierno de Estados Unidos. Su misión inicial es asesinar al líder de Al-Samad, Shaheed, después de un ataque terrorista contra un avión de pasajeros en el Medio Oriente. Después de capturar Shaheed (quien Thorton puede, o bien ejecutar o liberar) según el líder terrorista Halbech, un contratista de defensa, le vendió los misiles y le dio toda la información necesaria para llevar a cabo el ataque. Después de la transmisión de la información, Thorton es atacado por un ataque con misiles y es dado por muerto. Es contactado por un miembro de AP, el cual informa a Thorton que el grupo ha sido infiltrado por miembros de Halbech que quieren a Thorton muerto, para encubrir el hecho de que Halbech proporcionó los misiles Al-Samad.
Tres lugares clave son revelados. Las ubicaciones se pueden reproducir en cualquier orden y los eventos que tienen lugar puede influir en las interacciones que se producen otros lugares. El desarrollo y desenlace de la historia se determina con las acciones, conversaciones y misiones que el jugador efectúe.

## Banda sonora
El tema principal fue compuesto por el productor y artista electrónico Brian Wayne Transeau, más conocido por su nombre artístico BT, y el veterano compositor de videojuegos Jason Graves. Durante la batalla contra Brayko (uno de los villanos del juego) se puede escuchar la canción Turn Up the Radio del grupo musical Autograph. Toda la música del juego y en las cinemáticas fueron compuestas por Rod Abernethy y Jason Graves.
- Datos: Q266079